# 적산가옥
적산가옥(敵産家屋)은 대한민국의 일제강점기 당시 일본인에 의해 건축되어 있던 일본식 가옥이다. 일본 전통 가옥(이른바, 일본식 가옥을 가리킨다)을 매도한 호칭이다.

## 개요
일본식 주택 건축은 통상적으로 일식가옥이라고 표현한다. 특히 서울특별시(경성부)의 용산구 일원을 중심으로 하는 일본인 거주민들이 절대적 다수를 차지하고 있는 지역이나 항만도시나 그 주변 지역인 부산광역시, 인천광역시, 경상북도 포항시, 전라남도 목포시·여수시, 전라북도 군산시, 경상남도 창원시·통영시 등에 가장 많이 분포되어 있어, 잔존한 건축물들도 많이 존재하게 된다. 그러나 적산가옥은 단선적인 주택에만 의존되는 것에 그친 것이 아니라, 사무실이나 창고, 숙박 시설 등도 역시 이 명칭을 주로 쓴다. 다만, 일본인이 당시에 지어진 다수의 적산가옥은 인기나 자산가치 등이 워낙 높아 매매하고 싶은 물건들이 크게 쇄도한 상태가 있었지만 매물로 나오는 경우는 거의 없거나 드문 편이다. 그렇지만, 대한민국 정부에서도 크게 인정받고 있는 "보존과 활용의 가치가 있는 근대적 건축물"은 일제강점기 당시에 한반도에 상륙한 일본인들이 손수 지어진 건축물로, 대한민국의 국가등록문화재에 등재시킨 근대 건축물 중 대다수가 일본식 가옥이다. 또한 실질적인 소유자는 대한민국 정부와 각 산하 지방자치단체에 의해 보수 비용이 지원하게 되고, 상속세 역시 감면을 받을 수 있으며 1가구 2주택에 대한 기준이 제외될 수도 있는 등 다양한 혜택을 누리거나 보호도 역시 같이 받는다. 실질적으로 문화유산에 등재된 적산가옥은 이영춘 가옥과 군산 신흥동 일본식 가옥 등이 대표적이다.

## 미디어
- EBS 1TV : 《건축탐구 - 집》[6]

## 같이 보기
- 일식가옥